# Zseni az apám
A Zseni az apám 2008-ban bemutatott amerikai romantikus film, dráma.
Főszereplők Dennis Quaid, Sarah Jessica Parker, Ellen Page és Thomas Haden Church. A film rendezője Noam Murro, forgatókönyvírója Mark Poirier, producere Michael London, executive producere pedig Omar Amanat.
A Smart People forgatása a pennsylvaniai Pittsburgh-ben zajlott, többek között a Carnegie Mellon University-n és a Pittsburghi nemzetközi repülőtéren.  A film premierje a 2008-as Sundance Filmfesztiválon volt. Az észak-amerikai forgalmazási jogokat a Miramax Films szerezte meg, a filmet 2008. április 11-én széles körben bemutatták.

## Cselekmény
Az özvegy angol professzor, Lawrence Wetherhold érzelmileg nem tudja feldolgozni felesége halálát. Mások tapintatlannak és önmagával elfoglaltnak tartják. Befelé forduló természete lehetővé teszi, hogy a körülötte élők érzelmi élete elkerülje őt. Különösen a 17 éves, rendkívül intelligens lánya, Vanessa tűnik úgy, hogy lemásolta apja viselkedését, és egyre inkább bezárkózik. Míg fia, James, aki a Carnegie Mellon University-n, Pittsburgh-ben tanul, csak a közös vacsorára bukkan fel otthon, Vanessa azt tervezi, hogy a jövő év elején a Stanford-ra megy, ahol egyetemi helyet ajánlottak neki.
A sivár családi rutinban változás áll be, amikor Lawrence szülei által örökbefogadott bátyja, a vele nagyjából egyidős Chuck anyagi gondok miatt hozzájuk költözik. Bár Lawrence gyerekesen viselkedő lúzernek tartja, mégis biztosít neki egy szobát. Vanessa azonban félreérti könnyed és empatikus természetét, és egy kocsmalátogatás után hosszan tartó csókot ad neki, amit Chuck, aki végül is a (fogadott) nagybátyja, kevésbé jól fogad. Ettől kezdve a férfi kerüli őt, ami fáj Vanessának, akinek nincsenek barátai. A sértettségét azzal kompenzálja, hogy megpróbálja megalázni a nagybátyját - de emellett továbbra is próbálja felkelteni a szimpátiáját.
Lawrence eközben a sürgősségi osztályon találkozik Janettel, miután majdnem komoly agyvérzést kapott. Kollégáján keresztül megtudja, hogy Janet (aki most orvos) sok évvel ezelőtt a tanítványa volt, és hogy akkoriban beleszeretett. Romantikus vacsorát töltenek együtt, amit Lawrence elront, mivel Janet iránt kevés érdeklődést mutat. Egy második próbálkozásra, miután Lawrence bocsánatot kér, végül együtt töltik az éjszakát.
Chuck végül felhívja Lawrence figyelmét arra, hogy a lánya egyre inkább hasonlít rá, és ragaszkodik hozzá, hogy ők ketten beszélgessenek. Lawrence tudatában van sivár érzelmi állapotának, és ezt megbeszéli Janettel is, aki közli vele, hogy teherbe esett tőle. Miután végre szerelmet vall neki, arra kéri a lányát, hogy nyisson az élet felé, és ne bujkáljon tovább. Mindennek tetejébe Chuckkal is újra testvéri viszonyba kerülnek, és Vanessa megérti a hibáját.
A film végi stáblista azt mutatja, hogy a család boldogan összejön Janet és Lawrence ikreinek érkezésekor.

## Szereplők
- Dennis Quaid – Lawrence Wetherhold
- Ellen Page – Vanessa Wetherhold
- Sarah Jessica Parker – Janet Hartigan
- Thomas Haden Church – Chuck Wetherhold
- Christine Lahti – Nancy
- Ashton Holmes – James Wetherhold
- David Denman – William
- Camille Mana – Missy Chin

## Stáb
- Noam Murro – rendező
- Mark Poirier – forgatókönyvíró
- Robert Frazen, Yana Gorskaya – vágó
- Michael Costigan, Michael London, Bruna Papandrea, Bridget Johnson – producer
- Toby Irvin – operatőr
- Nuno Bettencourt – zeneszerző